# Río Guadalix
El Guadalix (o Miraflores en su tramo superior) es un río español, afluente del Jarama y este del Tajo, que discurre íntegramente por la Comunidad de Madrid. Nace en la sierra de la Morcuera, a más de 2000 metros de altitud, dentro del municipio de Rascafría. Esta alineación montañosa pertenece geológicamente a la vertiente sur de la sierra de Guadarrama.

## Toponimia
El río Guadalix debe su nombre al término árabe wad, «lecho ribereño» y alix, «alisos», es decir, «río de los alisos».

## Curso

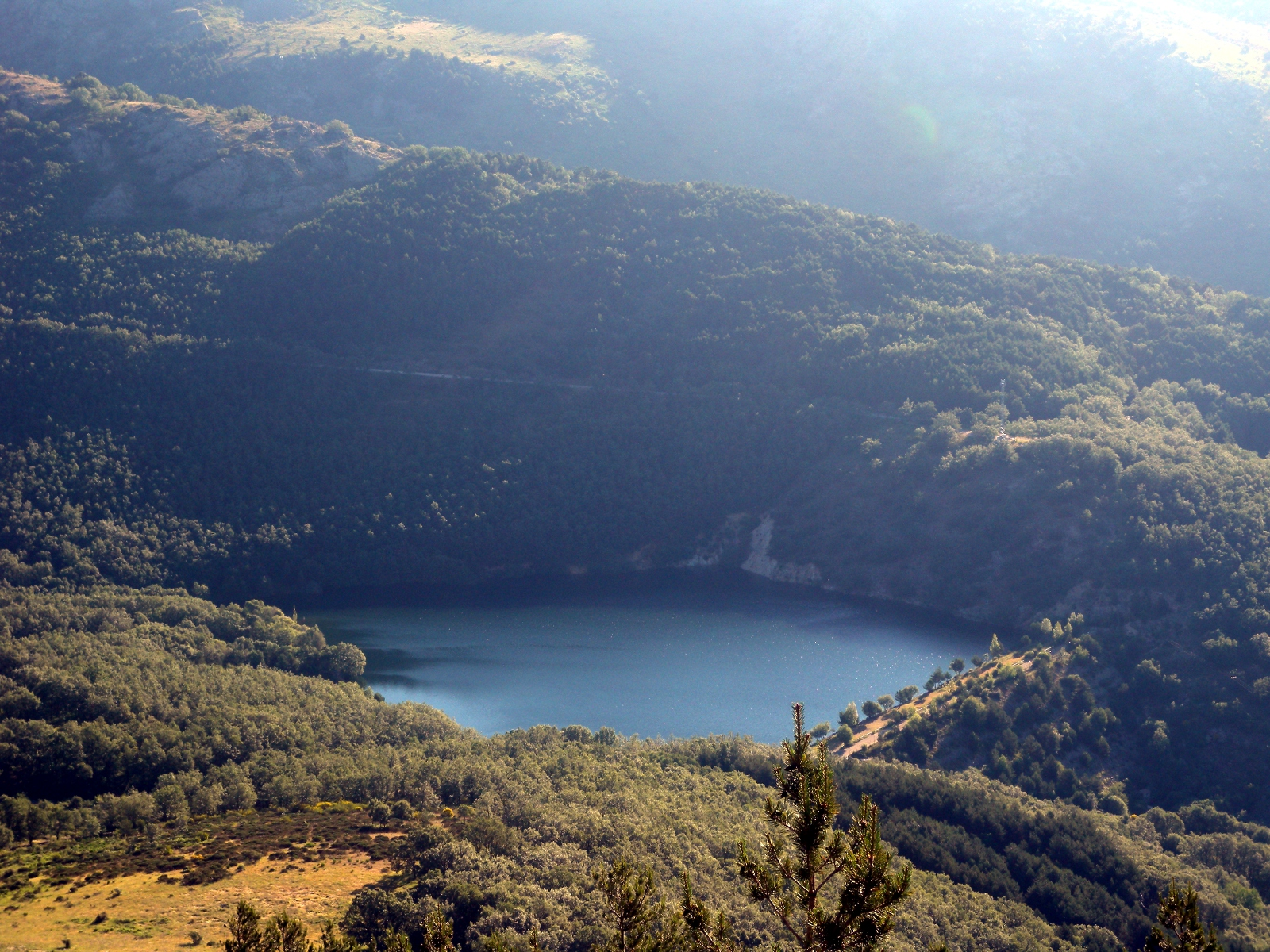
Embalse de Miraflores de la Sierra

El río es conocido, en su curso alto, como Miraflores, en alusión a Miraflores de la Sierra, uno de los principales núcleos que atraviesa. A su paso por este término, es regulado en el embalse de Miraflores de la Sierra, ubicado a una cota de 1298 m s. n. m. 
Forma después una pronunciada hoz, que sirve de límite natural al casco urbano de la referida localidad. Este queda en la margen izquierda del curso de agua, mientras que, en la margen derecha, se sitúan diferentes urbanizaciones, así como la Gruta de Begoña, un santuario católico decidado a la virgen homónima.
Se dirige hacia Guadalix de la Sierra y, antes de entrar en este pueblo, se le unen los arroyos Valle y Endrinal, punto a partir del cual empieza a ser conocido como Guadalix.

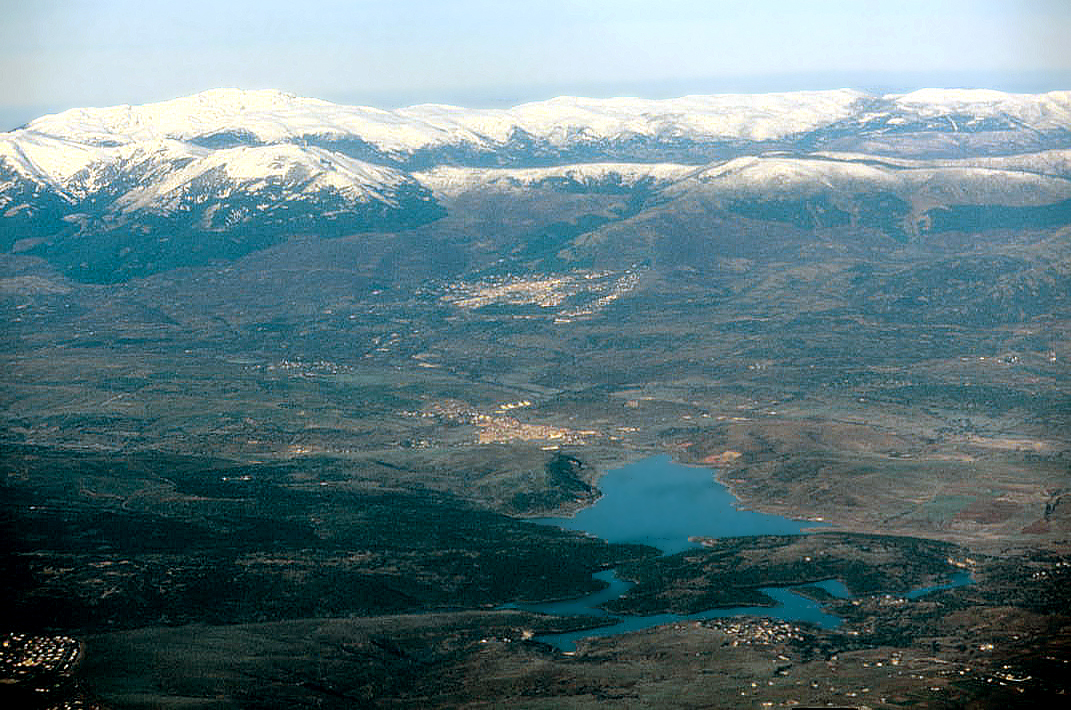
Vista aérea del embalse de Pedrezuela

Vuelve a ser retenido en el embalse de Pedrezuela (también llamado de El Vellón), que, con una superficie de 393 hectáreas y una capacidad de almacenaje de 41 hm³, baña los municipios de Guadalix de la Sierra y de Pedrezuela, que presta su nombre al pantano. 
En Pedrezuela se encaja dentro de una profunda garganta, inundada parcialmente por el citado embalse, cuyas paredes llegan a alcanzar una pendiente del 70 %. En este último municipio, gira hacia el sur, dirección que mantiene hasta su desembocadura. 

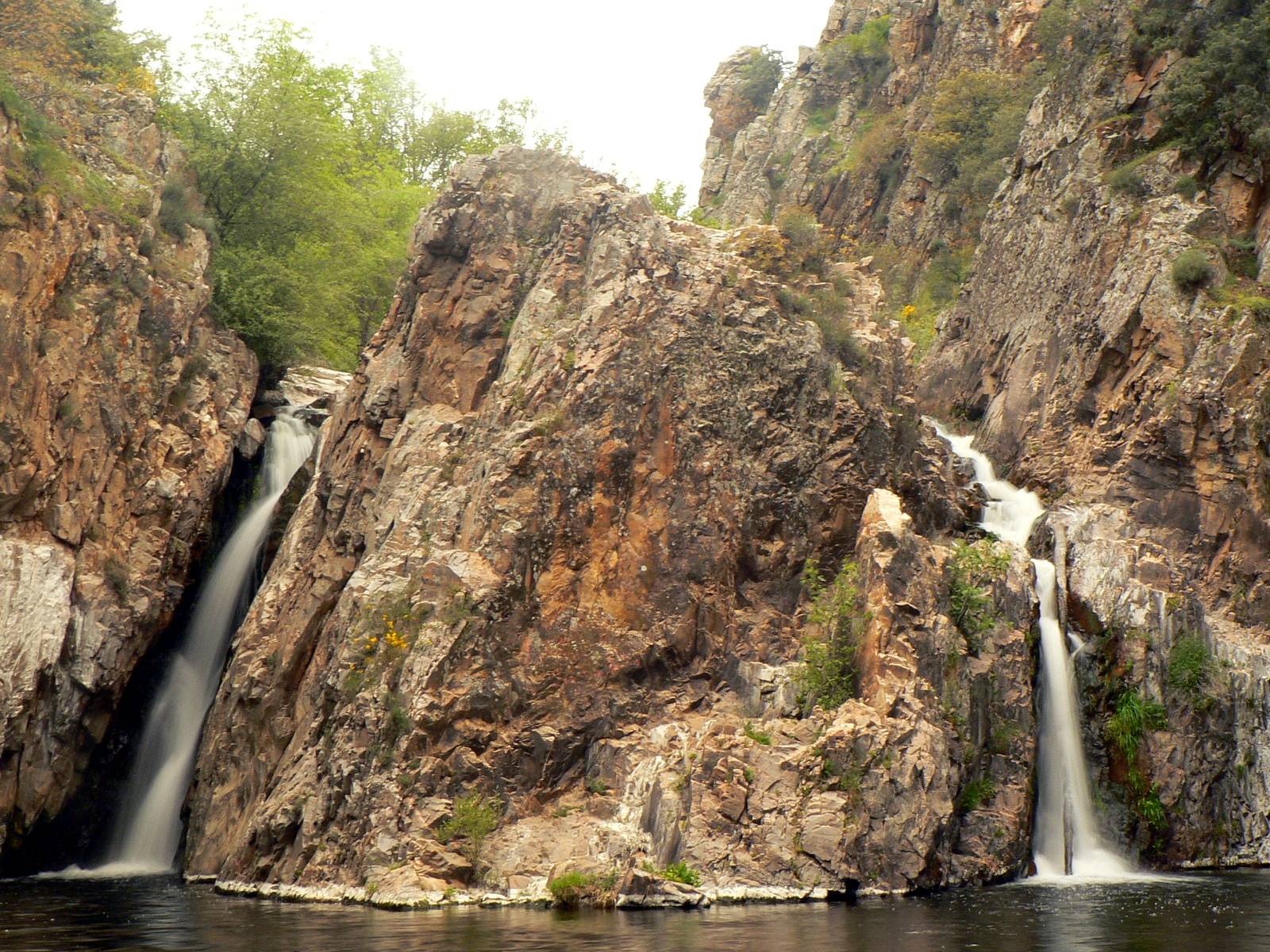
Charco del Hervidero.

Surca posteriormente los términos de San Agustín del Guadalix, donde crea las cascadas del Charco del Hervidero, y de San Sebastián de los Reyes, donde vierte en el Jarama por su orilla derecha, cerca del Circuito del Jarama.
A lo largo de sus 33 km de longitud, recibe las aportaciones de los arroyos Gargüera, Albalá, Valdesalices, Valdemoro y Fresnera, que pueden ser considerados como sus principales tributarios, junto con los ya señalados Valle y Endrinal.

## Régimen hidrológico
Como todos los afluentes y subafluentes del Tajo, el Guadalix presenta un fuerte estiaje, fruto de su régimen pluvio-nival. Los principales caudales se registran en mayo y en junio (1,00 m³), cuando se produce el deshielo, mientras que en el resto del año no se sobrepasan los 0,60 m³. La mayor parte de los arroyos que desembocan en este río llegan a secarse durante el verano.

## Uso en el abastecimiento de Madrid
En la actualidad sus aguas, retenidas en el embalse actualmente denominado de Pedrezuela, son enviadas a través del canal de El Vellón, que las vierte al canal de El Atazar, para el suministro de Madrid.
Pero históricamente las aguas de este río fueron ya utilizadas para complementar dicho abastecimiento.
En 1859 y ante los problemas presentados en la explotación del embalse del Pontón de la Oliva, que a causa de las filtraciones llegaba a perder el nivel necesario para poder enviar las aguas del Lozoya por el canal recién construido, se abasteció dicho canal desde este río. En pocos meses se construyó un pequeño canal de derivación de 3 km de longitud, capaz de aportar un caudal de 110 l/s al canal primitivo de suministro a la capital.
En 1906 se efectuaron nuevas obras para utilizar las aguas de este río, fundamentalmente para sustituir a las del Lozoya cuando estas se enturbiaban, o complementarlas cuando escaseaban. Para ello se construyó el azud de El Mesto y un nuevo canal, canal del Guadalix, que mayormente seguía el trazado del anterior, pero con una mayor capacidad. Estas instalaciones fueron usadas hasta la puesta en servicio del canal de El Vellón. Actualmente, si fuera necesario, podrían volverse a poner en servicio.